# 杰伊·凯斯林

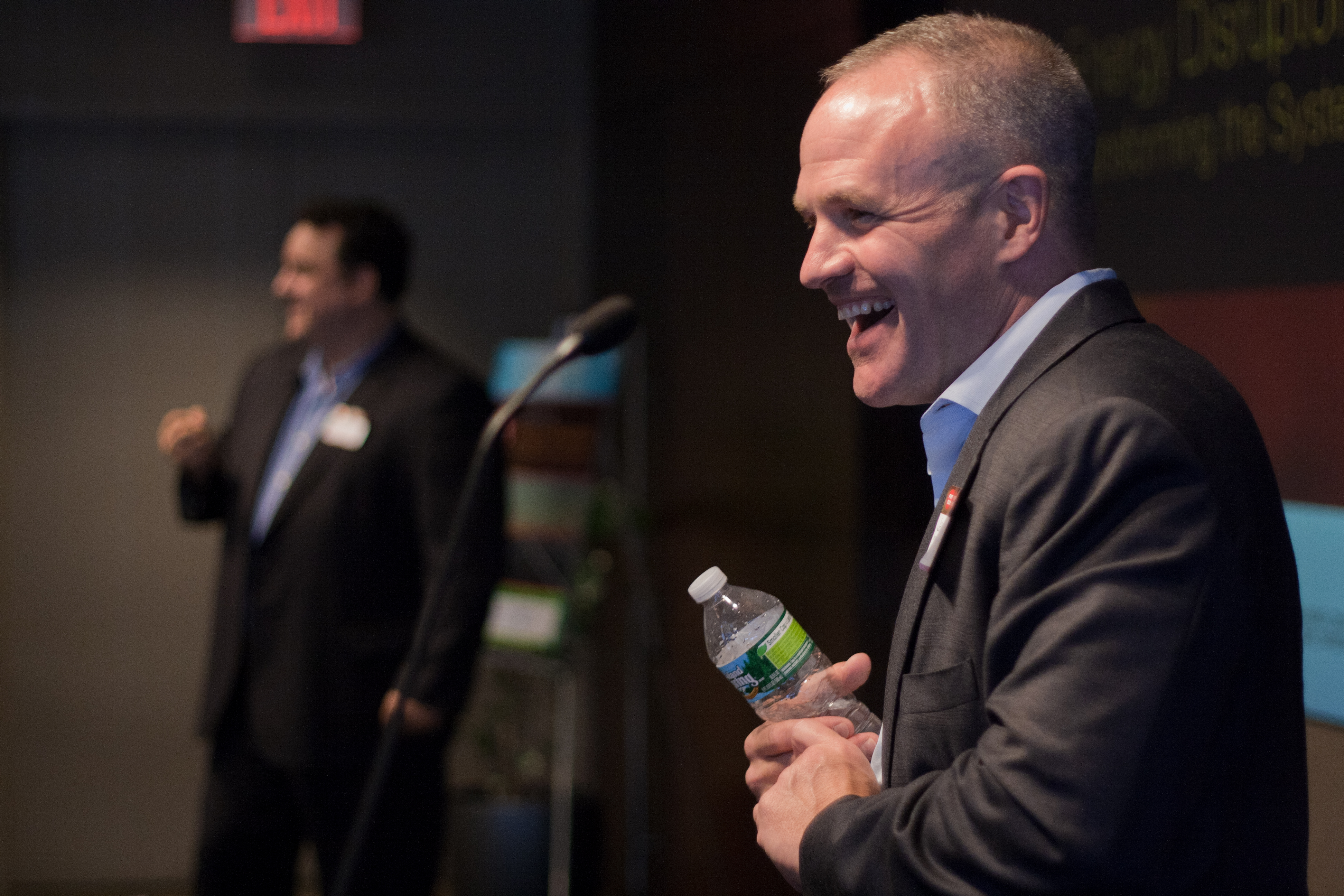
杰伊·凯斯林

杰伊·凯斯林（英語：Jay D. Keasling，1964年—）是一为化学工程和生物工程教授，任教于加利福尼亚大学伯克利分校。 他也是劳伦斯伯克利国家实验室生物组副主任及联合生物能源研究所的首席执行官 他被看做是合成生物学，特别是其中的代谢工程学领域，的权威之一。

## 教育
凯斯林本科毕业于内布拉斯加大学林肯分校， 在那里，他是一名Delta Tau Delta兄弟会成员。1991年，他在导师伯恩哈德·帕尔松（Bernhard Palsson）的指导下，于密歇根大学完成了他的哲学博士学位。 1991-1992年，凯斯林在斯坦福大学跟随亚瑟·科恩伯格（Arthur Kornberg）进行博士后研究。

## 公司
凯斯林创办了Amyris（其它创始人包括马丁·文森、杰克·纽曼、尼尔·任宁格和金凯德·赖林），LS9(和乔治·丘奇及Chris Sommerville联合创办，现在是REG的一部分）和 Lygos （页面存档备份，存于）（和Leonard Katz，Clem Fortman，Jeffrey Dietrich及Eric Steen联合创办）。

## 个人
凯斯林来自内布拉斯加哈佛，是一位公开同性恋